# A.S.D. Napoli Calcio a 5
El Napoli Calcio a 5 fue un equipo italiano de fútbol sala de la ciudad de Nápoles. Fundado en 2003, fue refundado en 2012 y desapareció en 2019.

## Historia
El Napoli Calcio a 5 nació en el 2003 con la adquisición de los derechos deportivos del Stabia Calcio a 5 (club con sede en Castellammare di Stabia) por parte de un consorcio de empresarios napolitanos. Tras desaparecer en 2010, fue refundado el año siguiente de la fusión del Napoli Vesevo con el Real Napoli. Disputaba sus partidos de local en el Centro FIPAV de Cercola. Desde 2012 siempre compitió en la Serie A de la Divisione Calcio a 5. En el verano de 2019, el conjunto renunció a inscribirse en la liga y desapareció.

## Entrenadores
- 2003-2004:  Umberto Tarcinale
- 2004-2007:  Maurizio Deda
- 2007-2008:  Maurizio Deda,  Sito Rivera
- 2008-2009:  Fabián López,  Andrea Centonze,  Sito Rivera
- 2009-2010:  Marcelo Batista,  Vincenzo Lamparelli
- 2010-2011: inactivo
- 2011-2012:  Raffaele di Costanzo,  Carmine Tarantino
- 2012-2013:  Carmine Tarantino
- 2013-2015:  Ivan Oranges
- 2015-2016:  Ivan Oranges,  Mauricio de Andrade,  Francesco Cipolla
- 2016-2017:  Francesco Cipolla
- 2017-2018:  Francesco Cipolla,  Tiago Polido
- 2018-2019:  David Marín

## Palmarés
- Copa Italia de Serie A2 2004/2005
- Campeón Sub-21 2008/2009
- Supercopa italiana Sub-21 2009
- Campeón Juniores 2003/2004; 2011/2012
- Copa Italia Juniores 2012